# Chevaigné-du-Maine
Chevaigné-du-Maine est une commune française, située dans le département de la Mayenne en région Pays de la Loire, peuplée de 152 habitants.
La commune fait partie de la province historique du Maine, et se situe dans le Bas-Maine dans le pays de Passais.

## Géographie

### Communes limitrophes
| Lassay-les-Châteaux | Saint-Julien-du-Terroux | Madré                            |
| Lassay-les-Châteaux | Chevaigné-du-Maine      | Madré, Javron-les-Chapelles      |
| Charchigné          | Charchigné              | Javron-les-Chapelles, Charchigné |

### Climat
Pour des articles plus généraux, voir Climat des Pays de la Loire et Climat de la Mayenne.
En 2010, le climat de la commune est de type climat océanique altéré, selon une étude du CNRS s'appuyant sur une série de données couvrant la période 1971-2000. En 2020, Météo-France publie une typologie des climats de la France métropolitaine dans laquelle la commune est exposée à un climat océanique et est dans une zone de transition entre les régions climatiques « Normandie (Cotentin, Orne) » et « Moyenne vallée de la Loire ». 
Pour la période 1971-2000, la température annuelle moyenne est de 10,3 °C, avec une amplitude thermique annuelle de 13,7 °C. Le cumul annuel moyen de précipitations est de 841 mm, avec 13,3 jours de précipitations en janvier et 7,6 jours en juillet. Pour la période 1991-2020, la température moyenne annuelle observée sur la station météorologique de Météo-France la plus proche, sur la commune du Horps à 7 km à vol d'oiseau, est de 11,1 °C et le cumul annuel moyen de précipitations est de 857,1 mm,. Pour l'avenir, les paramètres climatiques de la commune estimés pour 2050 selon différents scénarios d'émission de gaz à effet de serre sont consultables sur un site dédié publié par Météo-France en novembre 2022.

## Urbanisme

### Typologie
Au 1er janvier 2024, Chevaigné-du-Maine est catégorisée commune rurale à habitat très dispersé, selon la nouvelle grille communale de densité à sept niveaux définie par l'Insee en 2022.
Elle est située hors unité urbaine et hors attraction des villes,.

### Occupation des sols
L'occupation des sols de la commune, telle qu'elle ressort de la base de données européenne d’occupation biophysique des sols Corine Land Cover (CLC), est marquée par l'importance des territoires agricoles (98,8 % en 2018), une proportion identique à celle de 1990 (98,8 %). La répartition détaillée en 2018 est la suivante : 
terres arables (49,4 %), prairies (49,3 %), forêts (1,2 %). L'évolution de l’occupation des sols de la commune et de ses infrastructures peut être observée sur les différentes représentations cartographiques du territoire : la carte de Cassini (XVIIIe siècle), la carte d'état-major (1820-1866) et les cartes ou photos aériennes de l'IGN pour la période actuelle (1950 à aujourd'hui).

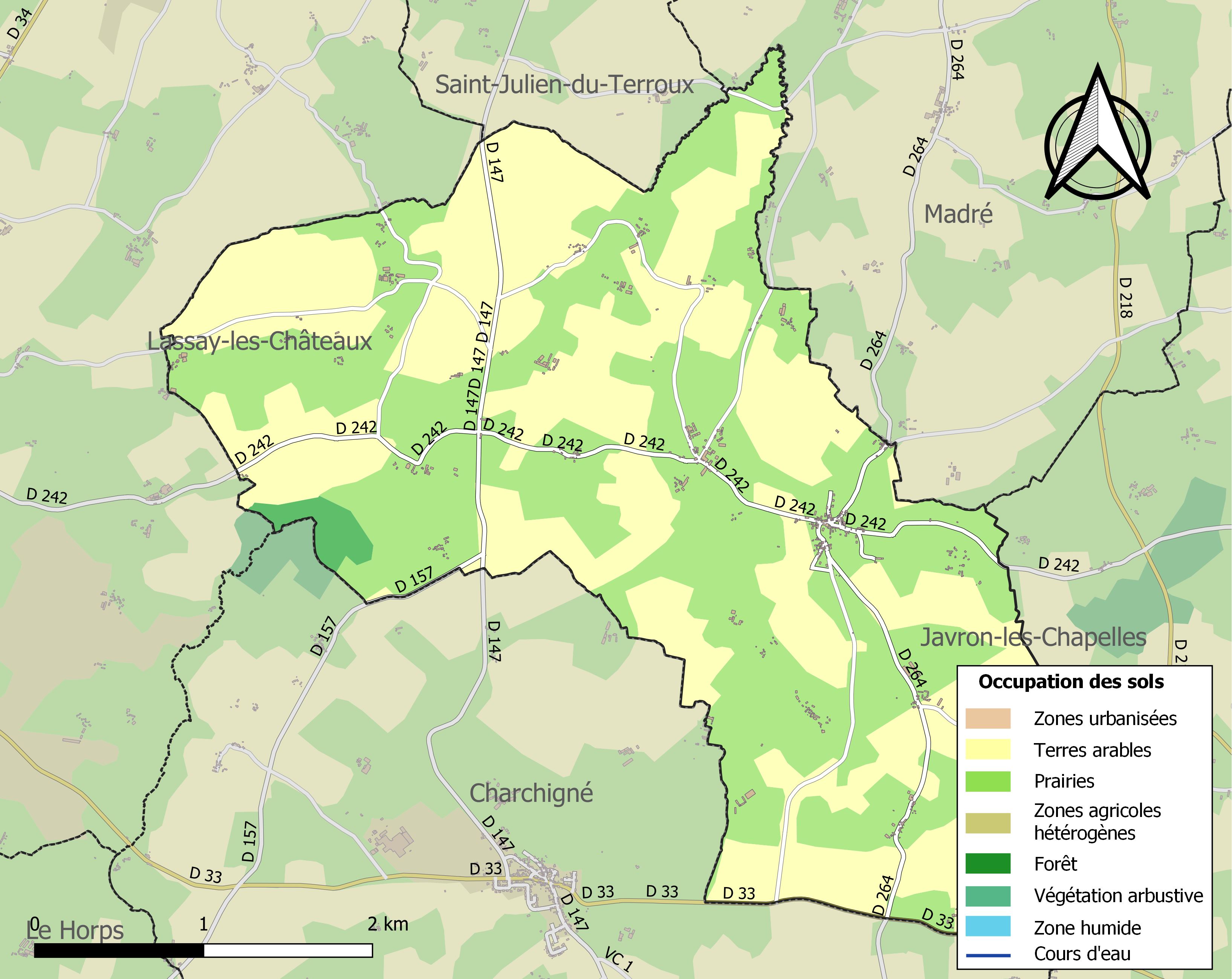
Carte des infrastructures et de l'occupation des sols de la commune en 2018 (CLC).

## Toponymie
En 1919, Chevaigné devient Chevaigné-du-Maine.

## Histoire
Avant l'an 700 et aussi avant l'an 890, ce site serait déjà mentionné .

### Époque contemporaine

#### Première Guerre mondiale
À la fin du conflit, la commune de Chevaigné déplore le décès de 34 hommes, pour une population totale de 670 habitants au début de la guerre, ce qui représente 10 % de la population masculine, soit environ 30 % de la génération 20-40 ans.

## Politique et administration
Le conseil municipal est composé de onze membres dont le maire et deux adjoints.

## Population et société

### Démographie
Un dénombrement de la paroisse commandé en 1764 fait état d'une population de 1 013 personnes.
L'évolution du nombre d'habitants est connue à travers les recensements de la population effectués dans la commune depuis 1793. Pour les communes de moins de 10 000 habitants, une enquête de recensement portant sur toute la population est réalisée tous les cinq ans, les populations de référence des années intermédiaires étant quant à elles estimées par interpolation ou extrapolation. Pour la commune, le premier recensement exhaustif entrant dans le cadre du nouveau dispositif a été réalisé en 2005.
En 2022, la commune comptait 152 habitants, en évolution de −13,14 % par rapport à 2016 (Mayenne : −0,73 %, France hors Mayotte : +2,11 %).
Chevaigné a compté jusqu'à 1 306 habitants en 1836.
| 1793  | 1800  | 1806  | 1821  | 1831  | 1836  | 1841  | 1846  | 1851  |
| ----- | ----- | ----- | ----- | ----- | ----- | ----- | ----- | ----- |
| 1 042 | 1 200 | 1 170 | 1 140 | 1 240 | 1 306 | 1 177 | 1 173 | 1 153 |

| 1856  | 1861  | 1866  | 1872  | 1876 | 1881 | 1886 | 1891 | 1896 |
| ----- | ----- | ----- | ----- | ---- | ---- | ---- | ---- | ---- |
| 1 104 | 1 001 | 1 031 | 1 010 | 945  | 935  | 957  | 964  | 821  |

| 1901 | 1906 | 1911 | 1921 | 1926 | 1931 | 1936 | 1946 | 1954 |
| ---- | ---- | ---- | ---- | ---- | ---- | ---- | ---- | ---- |
| 747  | 726  | 672  | 585  | 583  | 558  | 566  | 566  | 509  |

| 1962 | 1968 | 1975 | 1982 | 1990 | 1999 | 2005 | 2006 | 2010 |
| ---- | ---- | ---- | ---- | ---- | ---- | ---- | ---- | ---- |
| 446  | 394  | 340  | 288  | 230  | 206  | 212  | 209  | 191  |

| 2015 | 2020 | 2022 | - | - | - | - | - | - |
| ---- | ---- | ---- | - | - | - | - | - | - |
| 177  | 154  | 152  | - | - | - | - | - | - |

## Culture locale et patrimoine

### Lieux et monuments
- Église Saint-Martin (XIXe siècle).

### Héraldique
| Blason de Chevaigné-du-Maine | Blason  | D’azur, à un lion d’argent, adextré d’une herse sarrasine d’or. |
| Blason de Chevaigné-du-Maine | Détails | L’azur et la herse sarrasine proviennent des armes de la famille de Rochereau seigneur d’Hauteveille, château partagé entre Chevaigné et Charchigné. La reprise intégrale des armes de famille étant interdite pour les municipalités, il suffit d’en emprunter un ou plusieurs éléments. L’azur est également la couleur principale du Maine, ancienne province où se positionne Chevaigné. Le lion est le symbole distinctif de la province du Maine. Les ornements sont deux deux gerbes de blé d’or, mises en sautoir par la pointe et liées d’azur afin d’honorer l’activité agricole. Le listel d'argent porte le nom de la commune en lettres majuscules de sable. La couronne de tours dit que l’écu est celui d’une commune ; elle n’a rien à voir avec des fortifications. Le statut officiel du blason reste à déterminer. |